# Le Sommeil (Courbet)
Pour les articles homonymes, voir Le Sommeil et Les Deux Amies.
Le Sommeil, aussi intitulé Les Deux Amies, les Dormeuses et Paresse et Luxure, est un tableau peint par Gustave Courbet. Cette œuvre représente deux femmes se reposant après une relation sexuelle. Elle a été réalisée en 1866 pour le collectionneur Khalil-Bey et est maintenant conservée au Petit Palais de Paris.

## Provenance
Commande du diplomate ottoman Khalil-Bey à Courbet, le tableau lui est vendu avec L'Origine du monde en 1866. En 1868 à la suite de la vente aux enchères de la collection Khalil-Bey, l'œuvre devient jusqu'en 1882, la propriété de Jean-Baptiste Faure chanteur d'opéra et amateur d'art, qui possédait aussi le Déjeuner sur l'herbe d'Édouard Manet. Après 1882, le tableau devient la possession d'Auguste Reverdin, chirurgien suisse, qui l'a acquis par l'intermédiaire de Léon Massol. En 1953 il entre dans les collections du Petit Palais après son acquisition par la galerie Paul Vallotton (ancienne succursale à Lausanne de la galerie Berheim-Jeune).

## Description
La composition de la scène s'inscrit dans un format rectangulaire horizontal. Le tableau montre deux femmes nues endormies, enlacées sur un lit défait. À gauche une femme aux cheveux bruns dans une position de torsion, couchée sur le dos, les deux jambes de profil, à droite une femme rousse, tournée vers la femme brune. La femme rousse maintient sur sa hanche la jambe droite de la femme brune. Plusieurs détails font allusion à un repos après une relation sexuelle. On aperçoit sur le lit des parures (épingle à cheveux, colliers de perles) abandonnées sur le drap, et le détail d'une robe près de la main droite de la femme brune. Le fond montre un rideau bleu, à droite, un vase avec des fleurs est posé sur une console, à gauche un verre, un pichet et un vase de cristal, sont disposés sur une sorte de table de style oriental. Le tableau est signé, en bas à droite, G. Courbet .66.

## Galerie

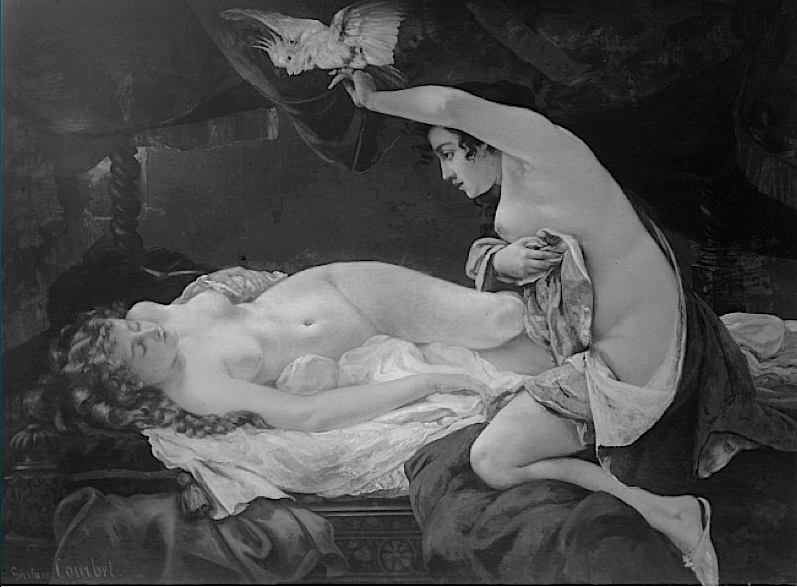
Vénus et Psyché, Gustave Courbet 1864
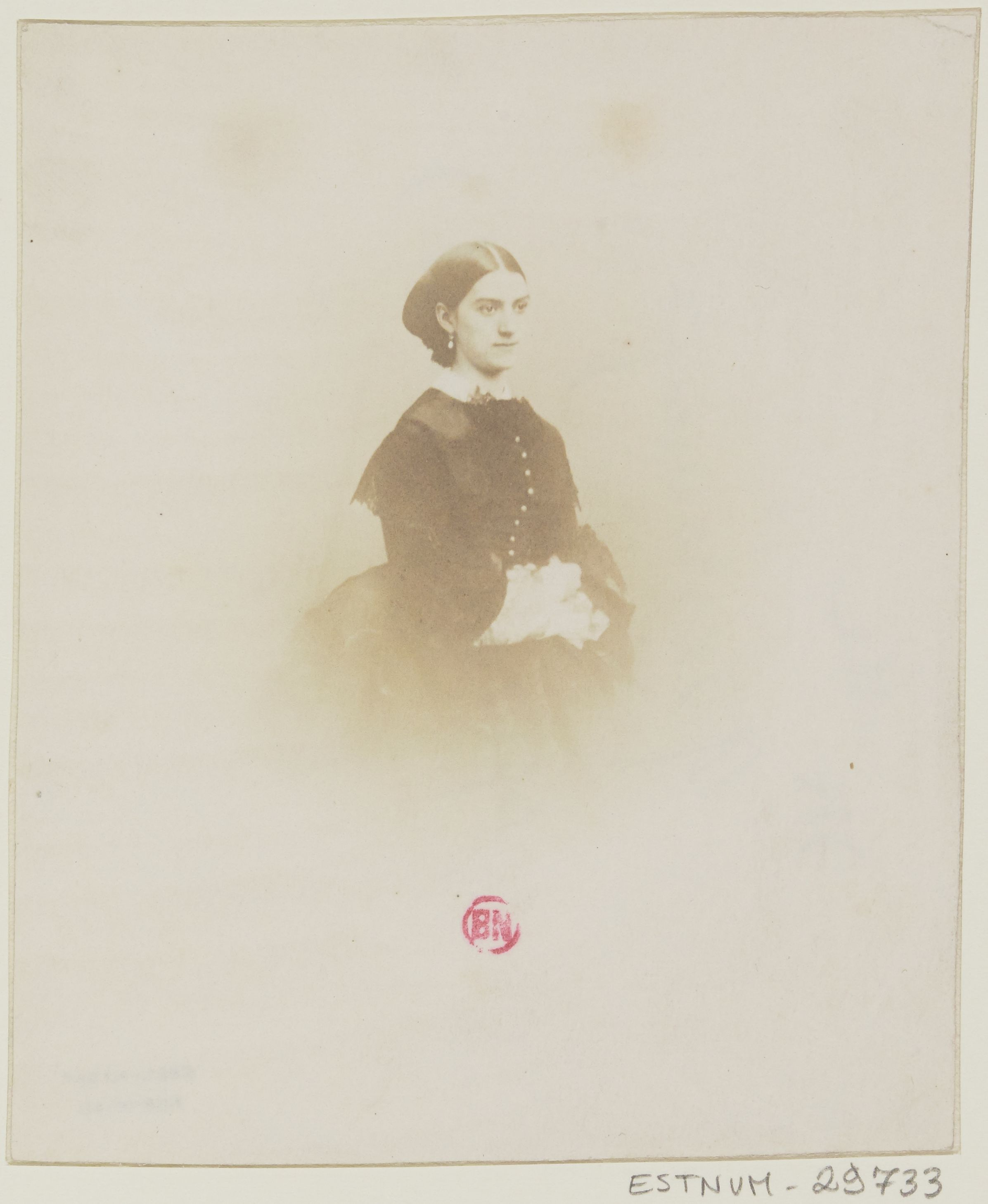
Constance Quéniaux (par Nadar) modèle supposé femme brune
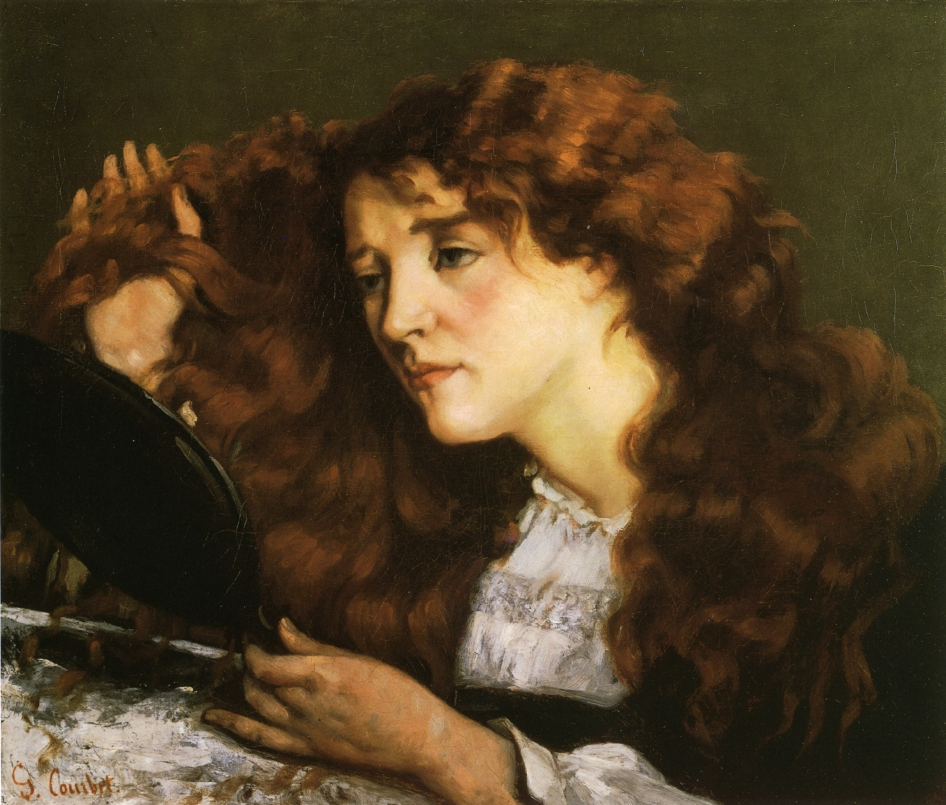
Johanna Hifferman (par Courbet) modèle supposé femme rousse